# Neverworld
Neverworld è il secondo album della power metal band britannica Power Quest.

## Il disco
Le parti di batteria sono state eseguite da un performer in carne ed ossa, a differenza dell'album precedente, dove erano state realizzate con una drum machine. Inoltre è il primo album con il chitarrista Andrea Martongelli (il quale aveva precedentemente partecipato alle registrazioni del precedente Wings of Forever) e l'ultimo con il chitarrista Sam Totman, il quale, dopo il grande successo del debutto della sua band, i DragonForce, non riuscì più a seguire entrambi i gruppi e fu quasi del tutto assente dal tour in promozione all'album, per poi lasciare definitivamente i Power Quest nel 2005. Inoltre è l'unico album con il batterista André Bargmann.
All'album parteciparono alcune note personalità della scena progressive europea, tra cui Clive Nolan (tastierista dei Pendragon e degli Arena), Sabine Edelsbacher (cantante degli Edenbridge), Karl Groom e Richard West (rispettivamente chitarrista e tastierista dei Threshold; il primo è anche produttore dell'album).

## Tracce
Testi e musiche di Steve Williams, tranne dove indicato.
1. Neverworld (Power Quest, Part II) – 8:59
2. Temple of Fire – 4:08 (testo: Williams, Walker)
3. Edge of Time – 5:51
4. Sacred Land – 5:27
5. When I'm Gone – 6:26
6. For Evermore – 6:43 (testo: Williams, Clive Nolan)
7. Well of Souls – 6:17 (musica: Williams, Steve Scott)
8. Into the Light – 5:12 (musica: Scott)
9. Lost Without You (feat. Sabine Edelsbacher) – 10:45

Tracce bonus nell'edizione giapponese
1. Find the Way to the Top – 4:02 (Alessio Garavello, Andrea Martongelli)
2. When I'm Gone (feat. Sabine Edelsbacher) – 6:25

## Formazione
- Alessio Garavello – voce
- Steve Williams – pianoforte, tastiere, organo, cori
- Sam Totman – chitarra, cori
- Andrea Martongelli – chitarra, cori
- Steve Scott – basso, cori
- André Bargmann – batteria

Musicisti di supporto
- Clive Nolan – cori, arrangiamento corale (traccia 5)
- Julie Laughton – flauto (tracce 5, 11), violoncello (traccia 7)

Ospiti
- Karl Groom – chitarra solista e assolo di chitarra (traccia 6)
- Richard West – assolo di tastiere (traccia 2)
- Sabine Edelsbacher – seconda voce e cori (traccia 9), voce (traccia 11)